# Siegmund Kunisch

Siegmund Kunisch

Siegmund Peter Paul Kunisch (* 2. Juni 1900 in Mülheim an der Ruhr; † 22. Januar 1978 in Hagen) war ein deutscher Rechtsanwalt und Politiker (NSDAP).

## Leben und Wirken

### Schulzeit, Ausbildung und Freikorps
Kunisch wurde als Sohn des Oberstudienrates Prof. Hermann Kunisch und seiner Ehefrau Pauline, geb. Paulus, am 2. Juni 1900 in Mülheim an der Ruhr geboren. Er besuchte die Volksschule und das Realgymnasium in Witten an der Ruhr. 1918 war er Mitglied einer Jugend-Kriegswehr. 1919 gehörte er den gegen die Münchner Räterepublik eingesetzten Freiwilligenverbänden an.
Von 1919 bis 1923 studierte er Rechtswissenschaften in Marburg, München und Münster. Von 1919 bis 1936 (und nach dem Zweiten Weltkrieg wieder) gehörte Kunisch der Burschenschaft Arminia Marburg an, in Münster war er von 1923 bis 1925 Mitglied des Völkisch-Sozialen Blocks, in dem er eine nationalsozialistische Studentengruppe gründete. Außerdem gehörte er kurzzeitig der Deutschnationalen Volkspartei (DNVP) an. Während der Ruhrbesetzung 1923 wurde er von der französischen Besatzungsregierung für eineinhalb Jahre aus dem Ruhrgebiet ausgewiesen. 1924 legte er in Hamm die erste juristische Staatsprüfung ab, die er mit „ausreichend“ bestand. Von 1924 bis 1927 war Kunisch Preußischer Gerichtsreferendar. Im Jahr 1927 bestand er die zweite „große“ juristische Staatsprüfung mit „vollbefriedigend“. Sehr viel später, im Jahre 1949, wurde ihm von der Universität Hamburg auf Grund einer Dissertation über die Strafverfolgungsverjährung der Grad eines Dr. jur. verliehen.

### NS-Aktivitäten
Zum 8. Juli 1925 trat Kunisch in die NSDAP ein (Mitgliedsnummer 41.252), der er bereits 1923 einmal kurzzeitig angehört hatte. Ein Jahr später gründete er die Ortsgruppen der NSDAP und der Sturmabteilung (SA) in Witten. In der SA war er bis 1939 tätig, zuletzt als SA-Brigadeführer (etwa General).  Von der Parteileitung der NSDAP wurde Kunisch zu dieser Zeit in andere Vereinigungen entsandt, um sie der NSDAP zuzuführen.
Bei den Reichstagswahlen vom März 1933 wurde Kunisch als Kandidat für den Wahlkreis 18 (Westfalen Süd) in den Reichstag gewählt, dem er bis zum November desselben Jahres angehörte. In dieser Zeitspanne verabschiedete der Reichstag unter anderem das Ermächtigungsgesetz.
Im April 1933 wurde Kunisch zum persönlichen Referenten des preußischen Justizministers Hanns Kerrl ernannt. Im Justizministerium war er als Ministerialrat tätig. Formell wurde er im September 1933 zum Oberlandesgerichtsrat und im November 1933 zum Vizepräsidenten des Amtsgerichts Berlin ernannt.
1934 wechselte Kunisch in das Reichsministerium für Wissenschaft, Erziehung und Volksbildung (REM), in dem er bis 1939 das „Centralamt“ leitete, das mit den Wirtschafts-, Verwaltungs- und Personalangelegenheiten des Ministeriums befasst war. In dieser Funktion folgte er dem ausgeschiedenen Staatssekretär Wilhelm Stuckart nach. In den Jahren 1934 bis 1936 amtierte Kunisch als kommissarischer Staatssekretär. Als Amtschef „Volksbildung“ im REM hatte er seit 1935 den Amt eines Ministerialdirektors inne.
Am Zweiten Weltkrieg nahm Kunisch von 1939 bis 1945 als Angehöriger der Wehrmacht, zuletzt als Major, teil. Er wurde mit dem Eisernen Kreuz I. und II. Klasse, der Nahkampfspange und einem japanischen Orden ausgezeichnet.
1950 wurde Kunisch vom Entnazifizierungs-Hauptausschuss für den Regierungsbezirk Lüneburg in die Kategorie IV (Mitläufer) eingestuft.

### Berufstätigkeit
Vor und nach seiner Tätigkeit als Ministerialbeamter und Soldat war Kunisch Rechtsanwalt. Nach dem Assessorexamen wurde er im Jahre 1927 vom preußischen Justizministerium aus politischen Gründen von der Beamtenlaufbahn ausgeschlossen. Seinen Lebensunterhalt verdiente er stattdessen als Rechtsanwalt in Wattenscheid (1928) und Hattingen (1930). Nach dem Kriege war er von 1950 bis 1978 als Rechtsanwalt und Notar in Hagen/Westfalen tätig.
1932 heiratete er Margarete, geb. Giese. Aus der Ehe gingen zwei Söhne hervor.
Kunisch starb am 22. Januar 1978 in Hagen. An seiner Beisetzung auf dem Friedhof Delstern nahmen 350 bis 400 Menschen teil. Darunter viele Marburger Arminen und alte Nationalsozialisten, Vertreter des Deutschen Beamtenbundes, des Deutschen Soldatenbundes Kyffhäuser und des Deutschen Schützenbundes.

## Schriften
- Gemeinschaftslager Hanns Kerrl, Berlin 1934. (zusammen mit Roland Freisler und Christian Spieler)
- Die Strafverfolgungsverjährung und ihre Aufhebung in der Nachkriegsgesetzgebung in Deutschland, Diss. Hamburg 1949